# لقمان نهورایی
میرزا لقمان نهورایی (زادهٔ ۱۲۶۱ - درگذشته ۱۳۳۱) معروف به دکتر لقمان رئیس انجمن ملی یهود در ایران و اولین نمایندهٔ کلیمیان در مجلس شورای ملی بود.

## زندگی‌نامه
لقمان نهورایی فرزند ارشد حکیم ایوب و نوهٔ خاخام نهورایی ملقب به نورمحمود از حکیمان کاشان بود. طب را نزد پدرش آموخت و به زبان‌های عبری، فارسی و فرانسه مسلط شد. در ۱۲۸۶ خورشیدی در رشته طب از مدرسه دارالفنون فارغ‌التحصیل شد و در تهران مطب گشود. کمی بعد نایب رئیس انجمن تازه تأسیس حبرا قدیشا (انجمن کلیمیان) شد و چندی بعد به ریاست آن رسید.
کلیمیان در دوره نخست مجلس شورای ملی نماینده ای نداشتند. در دوره دوم، کلیمیان شیراز، کاشان، اصفهان و همدان، میرزا لقمان را و کلیمیان تهران میرزا عزیزالله را برگزیدند. میرزا لقمان ۹۷ رای از همدان، ۳۳ رأی از اصفهان و ۱۱۱ رأی از کاشان کسب کرد. میرزا عزیزالله ۲۰۷ رأی در تهران آورد و در نتیجه میرزا لقمان با تصویب اعتبارنامه اش در هشتم اردیبهشت ۱۲۹۰ به مجلس راه یافت. او در مجلس از هواداران حزب دموکرات بود. میرزا لقمان تا دوره سیزدهم مجلس شورای ملی (به جز دورهٔ پنجم) پیوسته نماینده کلیمیان ماند. در دورهٔ پنجم شموئل حییم به جای وی به مجلس رفت و در انتخابات دوره ششم رقابت سختی میان لقمان نهورایی و شموئل حییم درگرفت که سرانجام، نهورایی با کسب ۳۵۶۹ رأی از مجموع ۶۲۹۹ رأی به مجلس راه یافت.
نهورایی تا دوره سیزدهم نماینده کلیمیان ماند و سرانجام در انتخابات دوره چهاردهم که در مهر ۱۳۲۳ برگزار شد از مراد اریه شکست خورد.
نهورای در تاریخ سال ۱۳۳۱ در سن ۷۰ سالگی چشم از جهان فروبست.